# Застава Шведске
Застава Шведске датира из 16. века. Верује се да је инспирисана грбом Шведске на коме се налазе три жуте круне на плавој позадини а конкретно је базирана на застави Данске. Краљ Шведске Јохан III почео је са употребом ове форме шведске заставе 1569. године. Пре овога, слична застава коришћена је на грбу Јохановог војводства у данашњој југозападној Финској.
Према легенди, шведски краљ из 12. века, Ерик IX видео је жути крст на небу током крсташког похода у Финску око 1154. године и прихватио то као своју заставу. Међутим, против ове легенде говори то да није било помена ове заставе све до 16. века. 
- Према шведском закону 1982:269, димензије заставе су 10/16 (висина/ширина), мања плава поља имају 4/5 а већа 4/9 (висина/ширина). Ширина жутог крста једнака је половини висине сваког плавог поља.
- Према шведском закону 1983:826, коришћене боје употребљавају се у складу са NCS системом: Жута - NCS 0580-Y10R, плава - NCS 4055-R95B.
- Застава са ластавичјим репом резервисана је за шведске оружане снаге и краљевску породицу. Краљевска породица може на своје заставе додати мали или велики грб Шведске на белом пољу које се налази на пресеку крста.

## Занимљивости
Застава града Вилмингтон, Делавер, у САД је израђена по шведској застави у знак сећања на краткотрајну колонију Нова Шведска.